# Sigurd Rascher
Sigurd Rascher (Elberfeld (Duitsland), 15 mei 1907 - 25 februari 2001 in New York) was een Amerikaans klassiek saxofonist van Duitse oorsprong.
Evenals Marcel Mule was Rascher een van de belangrijke pioniers voor de ontwikkeling van de klassieke saxofoon.

## Levensloop
Rascher studeerde aanvankelijk klarinet aan de Musikhochschule in Stuttgart. Hij stapte echter over op de saxofoon, gaf les op muziekscholen en speelde in diverse orkesten. In 1933 werd hij aangesteld als saxofoondocent aan het Koninklijk Conservatorium in Kopenhagen, Denemarken. In 1934 volgde eenzelfde aanstelling aan het Conservatorium in Malmö, Zweden. Hij bleef op beide conservatoria werkzaam tot 1938. 
Rascher debuteerde in 1939 in de Verenigde Staten als saxofonist met de Boston Symphony en het New York Philharmonic. Daarmee werd hij de eerste saxofoonsolist in betrekking bij beide orkesten. Daarna zou hij met meer dan 250 orkesten wereldwijd optreden. 
Uit de Duitse en Scandinavische periode stammen meer dan 140 werken die aan hem zijn opgedragen, het merendeel behoort tot de belangrijke werken uit de saxofoonliteratuur uit de 20ste eeuw. Onder andere Concertino da Camera pour saxophone alto et orchestre de chambre (1935) van Jacques Ibert en  Concerto en Mib pour saxophone alto et orchestre à cordes (1937) van Alexandre Glazounov zijn aan Rascher opgedragen.
Rascher gaf in de Verenigde Staten les op de Universiteit van Michigan, de Julliard School of Music, Manhattan School of Music en de Eastman School of Music in Rochester (New York).
Na zijn pensionering in 1977 gaf Rascher nog tot op hoge leeftijd veel workshops aan saxofonisten zowel in de VS als in Duitsland. 

## Top Tones
De uitbreiding van de zogenaamde Top Tones, een techniek waarmee de omvang van de saxofoon meer dan een octaaf boven de conventionele F3 wordt uitgebreid werd met name door Rascher onder de aandacht van componisten gebracht.
Hij schreef het boek Top-Tones for Saxophone welke in 1941 werd uitgebracht en tot op heden nog steeds wordt aanbevolen.
Aanvankelijk werd deze techniek controversieel bevonden. Rascher bleef aandringen en beweerde dat deze techniek zelfs door Adolphe Sax bedoeld was voor het instrument.
Om de techniek nog beter te kunnen demonstreren liet Rascher een speciale saxofoon zonder toongaten vervaardigen door Buescher waarmee hij minstens 15 boventonen kon produceren.
Ondanks de aanvankelijke weerstand is de techniek nu algemeen geaccepteerd en wordt door bijna alle klassieke saxofonisten gebruikt.